# Mychajlo Brajtschewskyj
Mychajlo Julianowytsch Brajtschewskyj (ukrainisch Михайло Юліанович Брайчевський; * 6. September 1924 in Kiew; † 23. Oktober 2001 ebenda) war ein ukrainischer Archäologe, Historiker, Dichter und Maler.

## Leben und Wirken
Mychajlo Brajtschewskyj schloss 1948 das Studium der Geschichte an der Universität Kiew  mit Auszeichnung ab und begann am Institut für Archäologie der Akademie der Wissenschaften der Ukraine zu arbeiten. Im Jahr 1955 verteidigte er seine Dissertation „Römische Münze auf dem Gebiet der Ukraine“.
Er erforschte die Archäologie und die Geschichte der slawischen Völker, insbesondere die Anten, die Ansiedlung der Slawen in den byzantinischen Ländern und die Produktionsverhältnisse der Ostslawen während des Übergangs zum Feudalismus.
1966 verfasste Brajtschewskyj eine Studie mit dem Titel „Anschluss oder Wiedervereinigung?“ (original: Приєднання чи возз'єднання?). In diesem Werk beweist er die Fehlerhaftigkeit der Thesen der sowjetischen Ideologie zum Perejaslaw-Vertrag von 1654. Die Studie stellte das damals gültige Schema der sowjetischen Geschichte der Ukraine auf den Kopf und wurde ohne Wissen des Autors im Samisdat verbreitet und 1972 in einer Broschüre in Kanada veröffentlicht. Die sowjetische Zensur legte ihr Veto gegen die Veröffentlichung dieses „nationalistischen“ Werks ein.
Im April 1968 unterzeichnete Brajtschewskyj den Protestbrief 139, in dem sich Vertreter der ukrainischen Intelligenz gegen politische Prozesse gegen Dissidenten in der Ukraine aussprachen. Für diese Aktion wurde er im Mai 1968 von seiner Stelle als wissenschaftlicher Mitarbeiter am Institut für Geschichte entlassen. Seine Werke wurden nicht veröffentlicht, Brajtschewskyj durfte nicht an Konferenzen teilnehmen und es wurde ihm verboten, auf seine Werke zu verweisen.
Es gelang ihm 1970 eine Stelle am Institut für Archäologie zu erhalten, aber 1972 wurde er im Zuge einer Säuberung ukrainophiler Intellektueller entlassen. Im Frühjahr 1975 wurde Brajtschewskyj an die Harvard University als Dozent für Geschichte eingeladen, verzichtete jedoch auf die Emigration.
Erst 1978 kehrte er an das Institut für Archäologie der Akademie der Wissenschaften der UdSSR zurück und arbeitete in seinem Fachgebiet weiter.
Im Jahr 1989 verteidigte er seine Dissertation zum Thema „Ostslawen im 1. Jahrtausend n. Chr.“. Ab 1992 war er Professor an der Fakultät für Geschichte der Kiew-Mohyla-Akademie und wurde zum Vorsitzenden der Ukrainischen Historischen Gesellschaft in Kiew gewählt.
Mychajlo Brajtschewsky starb am 23. Oktober 2001 und wurde auf dem Baikowe-Friedhof beigesetzt.

## Auszeichnungen
- Mychajlo Hruschewskyj-Preis der Nationalen Akademie der Wissenschaften der Ukraine, 1997
- Antonowytsch-Preises, 1992[8]

## Schriften (Auswahl)
- Римська монета на території України. Kiew 1959[9]
- Коли і як виник Київ. Kiew 1963
- Біля джерел слов'янської державності (Соціально-економічний розвиток черняхівських племен). Naukowa dumka, Kiew 1964
- Походження Русі. Naukowa dumka, Kiew 1968[10]
- Приєднання чи возз'єднання? (критичні зауваги з приводу однієї концепції). Novi dni, Toronto 1972
  - Annexation or reunification: critical notes on one conception. Ukrainisches Institut für Bildungspolitik München e.V., München 1974[11]
  - Anschluss oder Wiedervereinigung (Kritische Anmerkungen zu einer Konzeption). Ukrainische Freie Universität, München 1982
- Конспект історії України. Naukowa dumka, Kiew 1992
  - Kleiner Abriss einer Geschichte der Ukraine. Vom Paläolithikum zur Perestroika. Ukrainische Freie Universität, München 2001, ISBN 978-3-928687-28-7

Gedichte
- Jurij Kuchartschuk, Ihor Hyrytsch (Hrsg.): Часу круговерть Smoloskyp. Kiew 2003 ISBN 966-7332-83-7